# Maciej Demel
Maciej Demel (ur. 26 lipca 1923 w Twierdzy Modlin, zm. 27 stycznia 2017) – polski pedagog, lekarz, profesor nauk o kulturze fizycznej, specjalista w zakresie teorii wychowania fizycznego i pedagogiki zdrowia.

## Życiorys
Uczęszczał do I Państwowego Gimnazjum i Liceum im. Stefana Batorego w Warszawie, w którym zdał maturę na tajnych kompletach w roku 1942. Ukończył studia w zakresie medycyny, pedagogiki oraz wychowania fizycznego. Doktoryzował się (1962) i habilitował na Uniwersytecie Warszawskim (1965). Tytuł profesora nadzwyczajnego nauk o kulturze fizycznej uzyskał w 1970 roku, a profesora zwyczajnego w 1979.
Zainteresowania naukowe koncentrował wokół zagadnień związanych z integracją biologicznych i społecznych.
Był autorem kilkuset prac naukowych z teorii wychowania fizycznego, pedagogiki zdrowia i historii medycyny społecznej. Był również nauczycielem akademickim UMCS i AM w Lublinie, WSWF w Krakowie i Poznaniu, WSP w Kielcach oraz Uniwersytetu Warszawskiego i AWF w Warszawie. 
Był twórcą polskiej szkoły edukacji zdrowotnej nowoczesnej koncepcji wychowania fizycznego. Był Honorowym Członkiem Polskiego Towarzystwa Higieny.
Został pochowany na cmentarzu Rakowickim w Krakowie (kwatera XVA-8-2).

## Wybrane publikacje
- Propedeutyka wychowania fizycznego (1965)
- O wychowaniu zdrowotnym (1968)
- Szkice krytyczne o kulturze fizycznej (1973)
- Teoria wychowania fizycznego (1974)
- Pedagogika zdrowia (1980)
- Repetycje: wybrane zdania o kulturze fizycznej, o zdrowiu i wychowaniu (2008)

## Ordery i odznaczenia
- Krzyż Komandorski Orderu Odrodzenia Polski[6]
- Złota Odznaka Zasłużony Działacz Kultury
Fizycznej[6]
- Złota Odznaka ZNP[6]
- Medal Komisji Edukacji Narodowej[6]
- Medal im. Janusza Korczaka[6]
- Medal za Zasługi dla Akademii Wychowania Fizycznego Józefa Piłsudskiego[8]
- Doktor honoris causa AWF w Krakowie (16 lutego 1993) [9][10]